# Around the World with Orson Welles

Around the world with Orson Welles (diffusée en France sous le titre : Le Carnet de voyage d'Orson Welles) est une série de 6 épisodes d'une durée de 26 minutes produite par Louis Dolivet (en) pour une nouvelle chaîne britannique, ITV et consacrée à Orson Welles et faisant suite à Orson Welles' Sketch Book.
Le producteur Louis Dolivet avait permis à Welles de boucler son dernier film, Mr. Arkadin. Le contrat signé en mars 1955 avec ITV prévoyait une commande de 26 épisodes, chacun devant être un récit de voyage. C'est la première véritable réalisation de Welles pour la télévision (la série Sketch Book est constituée de longs plans fixes en studio). L'épisode tournée en premier est celui consacré à Vienne.
Deux épisodes sont consacrés au Pays basque, un autre à la corrida, puis à un quartier de Paris, Saint-Germain-des-Prés, et enfin, le dernier à des retraités de Chelsea (Londres).
L'épisode consacré à l'Affaire Domenici a été laissé en partie inachevé, mais aurait dû être le premier documentaire consacré à cette affaire qui défraya la chronique en France en 1952.

## Épisodes
1. Le Pays basque, diffusé le 7 octobre 1955
2. La Pelote Basque, diffusé le 21 octobre 1955
3. Revisiting Vienna ou Le Troisième Homme à Vienne, diffusé le 4 novembre 1955
4. Saint-Germain-des-Prés, diffusé le 18 novembre 1955
5. Chelsea Pensioners ou Les prisonniers de la Reine, diffusé le 2 décembre 1955
6. Madrid Bullfight, diffusé le 16 décembre 1955
7. The Tragedy of Lurs ou L'Affaire Dominici (inachevé), remonté en 2000 par Christophe Cognet.